# Hibana incursa
Hibana incursa är en spindelart som först beskrevs av Chamberlin 1919.  Hibana incursa ingår i släktet Hibana och familjen spökspindlar. Inga underarter finns listade i Catalogue of Life.